# Avenida Balta (Barranco)
La avenida José Balta es una de avenida del distrito de Barranco, en la ciudad de Lima, capital del Perú. Se extiende de oeste a este, a lo largo de 2 cuadras, comunicando el óvalo Balta con la plaza Butters. Su trazo es continuado al este por la avenida Jorge Chávez. En la intersección con las avenidas República de Panamá y Bolognesi, se ubica la estación Balta del Metropolitano.

## Recorrido
Se inicia en el óvalo Balta, siguiendo el trazo de la avenida Nicolás de Piérola.